# Schenefelder Tageblatt
Das Schenefelder Tageblatt ist eine 1972, zur damaligen Verleihung der Stadtrechte an Schenefeld zum 1. Juli, gegründete regionale Tageszeitung für den Raum Schenefeld im Kreis Pinneberg. Sie erscheint im Verlag A. Beig Druckerei und Verlag GmbH & Co. KG.

## Gliederung
Chefredakteure sind Gerrit Bastian Mathiesen und Jan Frederik Schönstedt. Sie verantworten alle Produkte des Medienhauses, d. h. auch das Pinneberger Tageblatt, Quickborner Tageblatt, Wedel-Schulauer Tageblatt, Barmstedter Zeitung, Elmshorner Nachrichten, Uetersener Nachrichten sowie die digitalen Medien. Herausgeber sind Werner F. Ebke und der Verleger Jan Dirk Elstermann.
Seit Dezember 2009 gibt es die Tageszeitung als ePaper, seit Dezember 2012 ist sie als App für iPhone und iPad erhältlich.
Zum 1. Juli 2023 wurde die gedruckte Printausgabe eingestellt. Seither wird der Schenefelder Lokalteil nur noch digital veröffentlicht. Sämtlichen Abonnenten wurde das Angebot gemacht, die elektronische Zeitung 
kostenlos und unverbindlich zu testen und auch ein entsprechendes Endgerät zur Verfügung gestellt. 